# Women of Zimbabwe Arise

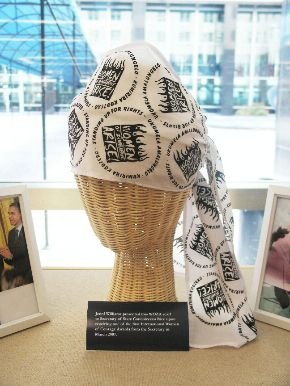
Bufanda el emblema de WOZA, regalo a la secretaria Rice de Jenni Williams.

Women of Zimbawe Arise (en inglés «Levantaos Mujeres de Zimbabue») o WOZA es un movimiento cívico en Zimbabue formado en 2003 por Jenni Williams con los siguientes objetivos:
- Proporcionar a las mujeres, de todas las profesiones, una voz unida para expresar su opinión sobre los asuntos que afectan sus vidas cotidianas.
- Habilitar el liderazgo femenino que dirigirá la implicación comunitaria para reclamar soluciones a la crisis actual.
- Animar a las mujeres para defender sus derechos y libertades.
- Presionar a los políticos y abogar en aquellos asuntos que afectan a las mujeres y a sus familias.

WOZA es apoyada por Amnistía Internacional.

## Etimología
WOZA, es un acrónimo de Women of Zimbabwe Arise que en inglés significa «Levantaos Mujeres de Zimbabue». En la lengua Ndebele del norte, la palabra woza significa venid adelante.

## Premios
En 2008, WOZA recibió Amnesty International Menshenrehtspreis (premio de derechos humanos de Amnistía Internacional) de 2008 de la división alemana de Amnistía Internacional.
El 23 de noviembre de 2009, Magodonga Mahlangu que es un miembro prominente de WOZA y Jenni Williams, su fundadora, recibieron el Robert F. Kennedy Human Rights Award (Premio de Derechos Humanos de Robert F. Kennedy). Lo presentó el presidente de EE. UU. Barack Obama con las palabras: «Como ejemplo, Magodonga ha mostrado a las mujeres de WOZA y al pueblo de Zimbabue que pueden enfrentar el poder de la opresión con su propio poder, al igual que pueden minar la fuerza de un dictador con la suya propia. Su valor ha inspirado otros para traer el suyo». En sus comentarios de aceptación del premio, Magodonga Mahlangu citó a Robert F. Kennedy: «El futuro no es un regalo: es una conquista. Cada generación ayuda a hacer su propio futuro». En 2012, WOZA Jenni Williams recibió el Ginetta Sagan Award de Amnistía Internacional EE. UU.

## Represión policial continuada
Jenni Williams, Magodonga Mahlangu y otros miembros de WOZA fueron arrestados varias veces entre 2008 y 2011. El 12 de febrero de 2011, más de mil hombres y mujeres se unieron a una protesta de WOZA situada dos días antes del día de San Valentín. A lo largo de las semanas siguientes, varios miembros de WOZA fueron arrestados y presuntamente torturados en Bulawayo. WOZA declara que los agentes policiales han contactado con el abogado de WOZA para reclamar que Williams y Mahlangu vaya a la gendarmería sin especificar razones. Las dos mujeres fueron encarceladas y puestas en libertad con cargos más tarde que el resto de personas encarceladas por aquella protesta.
Amnistía Internacional ha expresado preocupación por la seguridad de miembros del grupo y ha llamado «un caso de prioridad» al de WOZA.

## MOZA
En agosto de 2006, en la WOZA Nacional Assembly (Asamblea Nacional de WOZA), se decidió formar la organización Men of Zimbabwe Arise (MOZA, Levantaos Hombres de Zimbabue). Hombres, en su mayoría jóvenes, han estado «viniendo adelante» para unirse a esta lucha no violenta por un Zimbabue mejor.